# Ana Maria Machado

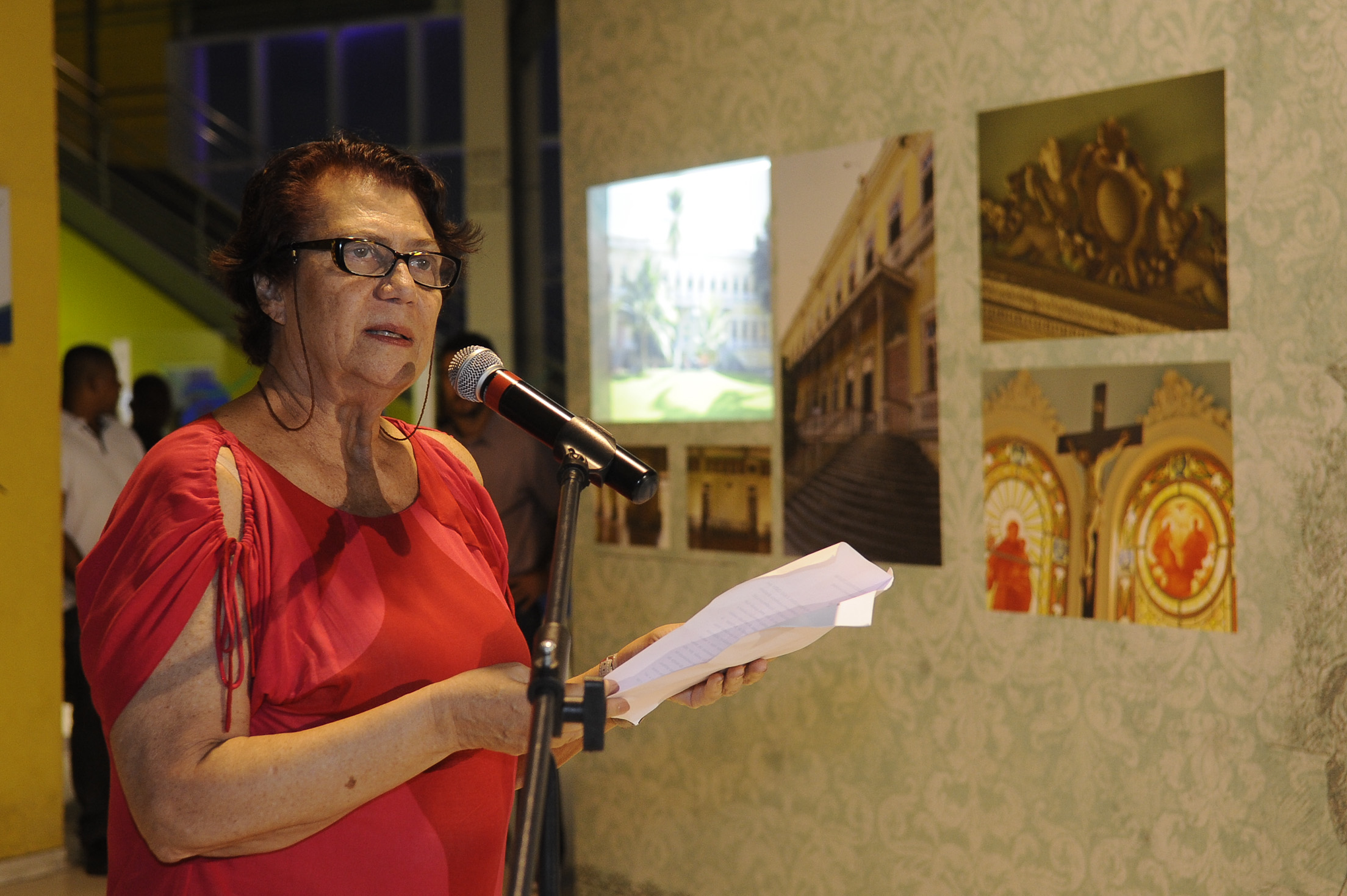
Ana Maria Machado (2013)

Ana Maria Machado (* 24. Dezember 1941 in Rio de Janeiro) ist eine brasilianische Schriftstellerin, Journalistin und Malerin, die insbesondere durch ihre Kinderbücher bekannt ist.

## Leben
Ana Maria Machado studierte Literatur in Rio de Janeiro. Über zehn Jahre arbeitete sie für das Radio Rádio Jornal do Brasil. Sie gehörte 1980 zu den Gründerinnen der ersten Kinderbuchhandlung in Brasilien, der Buchhandlung Malasartes in Rio de Janeiro.
Internationale Anerkennung erfuhr Ana Maria Machado 2000 mit der Verleihung des Literaturpreises Hans-Christian-Andersen-Preis. Seit 2012 amtiert sie als Präsidentin der Academia Brasileira de Letras.

## Academia Brasileira de Letras
Ana Maria Machado wurde am 24. April 2003 in die Academia Brasileira de Letras (ABL), die brasilianische Akademie der Literatur in Rio de Janeiro, aufgenommen. Sie ist in Nachfolge von Evandro Lins e Silva die sechste Inhaberin des nach Adelino Fontoura benannten Sitzes Nummer 1. Ihre Wahl als zweiter weiblicher Präsident in Nachfolge von Marcos Vilaça, in dessen Amtszeit sie bereits Generalsekretärin der Akademie war, folgte am 8. Dezember 2011.

## Werke

### Kinderbücher in Deutschland erschienen
- Warum der kleine Delphin Purzelbäume schlägt und andere Geschichten. Ravensburg, 1992
- Bisa Bia - Bisa Bel. Hamburg 1988
- Der Regenbogen. Göttingen 1989

### Kinderbücher
- Uma vontade louca
- Amigo é comigo
- Isso Ninguém Me Tira
- Bento que Bento é o Frade
- Bisa Bia, Bisa Bel (Novela), 1981
- De olho nas penas
- Raul da ferrugem azul
- Do outro mundo
- O canto da praça
- Bem do seu tamanho
- Tudo ao mesmo tempo agora
- O Que É?
- dandinha danda
- Abrindo Caminho
- Alguns Medos e Seus Segredos
- Era Uma Vez Três
- O Gato do Mato e o Cachorro do Morro
- A Jararaca, a Perereca e a Tiririca
- Menina Bonita do Laço de Fita
- O mistério da ilha
- Amigos Secretos
- De carta em carta
- Quem manda na minha boca sou eu!!
- El domador de monstruos